# Veus de l'alliberament
Veus de l'alliberament (títol original en anglès, Voices of Liberation) és una sèrie documental belgoneerlandesa sobre la Ruta de l'Alliberament d'Europa, la ruta que van seguir els Aliats durant la Segona Guerra Mundial durant l'alliberament d'Europa. La sèrie va ser dirigida per Koen Mortier. Cada episodi gira al voltant d'una celebritat local que parla de la seva connexió amb la guerra a través d'escrits i testimonis dels seus avantpassats. S'ha doblat al català pel canal 33, que va estrenar-la el 2 de juny de 2023.
La sèrie es va estrenar a tot el món el 2 de maig de 2022 a través de Netflix, excepte a Bèlgica. A aquest país, la sèrie es va estrenar a Streamz el 2 de setembre de 2022, el dia en què els Aliats van arribar a la frontera belga el 1944. El pòdcast de VRT Voorproevers de Linde Merckpoel va dedicar un episodi a aquest documental el 12 de setembre de 2022.

## Episodis
| No. | Títol                                         | Persona coneguda                                           |
| --- | --------------------------------------------- | ---------------------------------------------------------- |
| 1   | La preparació del dia D                       | Thomas Brodie-Sangster, actor britànic                     |
| 2   | Dia D                                         | James McVey, cantant i guitarrista britànic                |
| 3   | La batalla de Normandia                       | Julie Gayet, actriu francesa                               |
| 4   | L'alliberament de París                       | Sarah Kaminsky, escriptora algerianofrancesa               |
| 5   | L'alliberament de Brussel·les i Anvers        | Bart Peeters, cantant i actor belga                        |
| 6   | Operació Market Garden                        | Géza Weisz, actor neerlandès                               |
| 7   | La batalla de l'Escalda i Texel               | Bella Hay, cantant neerlandesa                             |
| 8   | L'horror de Hürtgenwald                       | Christian Berkel, actor alemany                            |
| 9   | La batalla de les Ardenes                     | Bouli Lanners, actor belga                                 |
| 10  | Després del Rin, els camps                    | Jennifer Teege, escriptora alemanya                        |
| 11  | El final de la Segona Guerra Mundial a Europa | Géraldine Schwarz, periodista i escriptora germanofrancesa |